# Pachymenes
Pachymenes är ett släkte av steklar. Pachymenes ingår i familjen Eumenidae.

## Dottertaxa tillPachymenes, i alfabetisk ordning[1]
- Pachymenes alfkeni
- Pachymenes amicus
- Pachymenes ater
- Pachymenes aztecus
- Pachymenes bicinctus
- Pachymenes bipartitus
- Pachymenes citreocinctus
- Pachymenes difficilis
- Pachymenes elegans
- Pachymenes extraneus
- Pachymenes flavocinctus
- Pachymenes formosensis
- Pachymenes fragilis
- Pachymenes ghilianii
- Pachymenes gilberti
- Pachymenes icarioides
- Pachymenes laeviventris
- Pachymenes mediocinctus
- Pachymenes obscurus
- Pachymenes orellanae
- Pachymenes orellanoides
- Pachymenes picturatus
- Pachymenes pseudoneotropicus
- Pachymenes pulchellus
- Pachymenes rugifrons
- Pachymenes saussurei
- Pachymenes schneideri
- Pachymenes sericeus
- Pachymenes tasmaniae
- Pachymenes unicinctus
- Pachymenes violaceus
- Pachymenes viridipes
- Pachymenes viridis
- Pachymenes vorticosus